# Njen (langue)
Pour les articles homonymes, voir Njen.
Le njen (ou nen, nyen, nzin) est une langue des Grassfields appartenant au groupe momo, parlée au Cameroun dans la région du Nord-Ouest, le département de la Momo, au sud-est de la ville de Batibo, principalement dans plusieurs quartiers du village de Njen, rattaché à Ashong.
En 2002, on comptait environ 1 800 locuteurs.